# Celle-Saint-Avant
Celle-Saint-Avant é uma comuna francesa na região administrativa do Centro, no departamento Indre-et-Loire. Estende-se por uma área de 17,69 km². Em 2010 a comuna tinha 1 084 habitantes (densidade: 61,3 hab./km²).